# Soğucak, Yalova
Soğucak là một xã thuộc huyện Yalova, tỉnh Yalova, Thổ Nhĩ Kỳ. Dân số thời điểm năm 2010 là 422 người.